# Un pacte avec le diable (film)
Pour les articles homonymes, voir Un pacte avec le diable.
Pour plus de détails, voir Fiche technique et Distribution.
Un pacte avec le diable (titre original : Alias Nick Beal) est un film noir américain réalisé par John Farrow, sorti en 1949.

## Synopsis
Procureur et homme politique honnête, Joseph Foster veut devenir gouverneur pour attaquer le monde criminel mais paraît incapable d'incriminer le chef de la mafia Frankie Faulkner.
Un jour, un mystérieux étranger, un certain Nick Beal, lui rend visite et lui propose un marché pour lutter contre le crime. Séduit par une prostituée, Donna, qui n'est d'autre que la complice de Beal, Foster accepte son offre mais, peu à peu, il se rend compte qu'il a pactisé avec le Diable. Ce dernier désire placer ses suppôts diaboliques aux postes clés de l'équipe du gouverneur fraîchement élu.

## Fiche technique
- Titre original : Alias Nick Beal
- Titre français : Un pacte avec le diable
- Réalisateur : John Farrow
- Scénario : Jonathan Latimer, d'après une histoire originale de Mindret Lord
- Photographie : Lionel Lindon
- Montage : Eda Warren
- Musique : Franz Waxman
- Direction artistique : Franz Bachelin et Hans Dreier
- Costumes : Mary Kay Dodson
- Décors : Sam Comer et Ross Dowd
- Producteur : Endre Bohem
- Société de production : Paramount Pictures
- Pays de production :  États-Unis
- Langue : Anglais
- Format : Noir et blanc — 35 mm — 1,37:1 — Son : Mono (Western Electric Recording)
- Genre : Film dramatique, Film de fantasy, Thriller, Film noir
- Durée : 93 minutes
- Dates de sortie :
  - États-Unis : 4 mars 1949
  - France : 18 juillet 1952

## Distribution
- Ray Milland : Nicholas « Nick » Beal
- Audrey Totter : Donna Allen
- Thomas Mitchell : Joseph Foster
- George Macready : Révérend Thomas Garfield
- Fred Clark	: Frankie Faulkner
- Geraldine Wall : Martha Foster
- Henry O'Neill : Juge Ben Hobbs
- Darryl Hickman : Larry Price
- Nestor Paiva : Karl
- King Donovan : Peter Wolfe
- Charles Evans : Paul Norton
- Ernö Verebes : M. Cox, le tailleur
- Arlene Jenkins : Aileen
- Pepito Pérez : L'homme à l'affiche
- Joey Ray : Tommy Ray

Acteurs non crédités
- Theresa Harris : Opal
- Steve Pendleton : Sergent Hill